# (3532) Tracie
(3532) Tracie est un astéroïde de la ceinture principale.

## Description
(3532) Tracie est un astéroïde de la ceinture principale. Il fut découvert le 10 janvier 1983 à l'observatoire Palomar par Kenneth Herkenhoff et Gregory Wayne Ojakangas. Il présente une orbite caractérisée par un demi-grand axe de 2,92 UA, une excentricité de 0,06 et une inclinaison de 10,4° par rapport à l'écliptique.

## Compléments